# Loosdorf
Loosdorf är en ort och kommun  i Österrike. Den ligger i distriktet Melk i förbundslandet Niederösterreich, 70 km väster om huvudstaden Wien.
Kommunen består av fem orter (Ortschaften) (inom parentes invånarantal 1 januari 2024):
- Albrechtsberg an der Pielach (471)
- Loosdorf (3 186)
- Neubach (108)
- Rohr (34)
- Sitzenthal (91)